# 중저우 암초

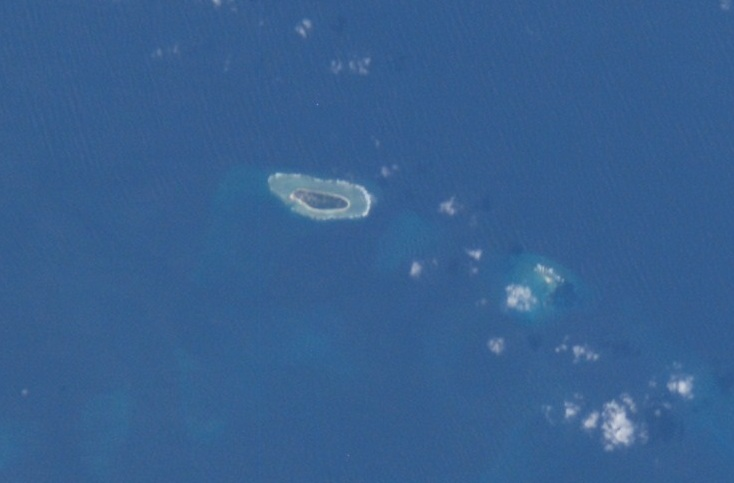

중저우 암초(중국어: 中洲礁, 병음: Zhōngzhōujiāo) 또는 바이반탄(베트남어: Bãi Bàn Than)은 남중국해 스프래틀리 군도 북부에 위치한 섬으로, 이투아바섬에서 서쪽으로 약 3.1해리(약 6km) 정도 떨어진 곳에 위치해 있다. 중국어권에서는 중저우섬(中洲島)라고도 불린다.
현재는 중화민국의 실질적 지배 상태에 있으며 행정 구역 상으로는 가오슝시 치진구에 속한다. 중화인민공화국과 베트남이 영유권을 주장하고 있다.

## 같이 보기
- 프라타스섬
- 이투아바섬